# Stora Sofia
Stora Sofia (з дан. «Велика Софія») — данський вітрильний лінійний корабель 17 століття, флагман данського флоту. Затонув 25 травня 1645 року неподалік Гетеборга.

## Будівництво та дизайн
Судно побудоване в 1627 році на верфі Slottö в Накскові в Данії шотландським кораблебудівником Даніелем Сінклером. Stora Sofia була флагманом флоту данського короля Крістіана IV. Вона була озброєна 44 гарматами на трьох палубах; за джерелами, вона мала чотири 48-фунтових, вісімнадцять 24-фунтових, двадцять 8-фунтових і декілька менших гармат.

## Служба
Під час короткої війни Торстенсонів між Данією-Норвегією та Швецією в 1645 році Данія запровадила ембарго на місто Гетеборг. «Stora Sofia» на чолі флоту під командуванням адмірала Ове Г'єдде направили до шведського узбережжя для забезпечення блокування міста. Незабаром після прибуття флоту, розпочався сильний шторм і Stora Sofia налетіла на скелі. Судно затонуло на глибині 27 метрів; екіпаж був врятований.

## Відкриття
Рештки корабля були виявлені лише в 1961 році. Більш ретельні розвідки та археологічні дослідження розпочались у 1980-х роках.